# Bahnstrecke Gänserndorf–Marchegg
| Strecke zwischen Stripfing und Oberweiden |                      |                                           |                                      |
| Streckennummer: | 115 01               |                                           |                                      |
| Kursbuchstrecke (ÖBB): | 901                  |                                           |                                      |
| Streckenlänge: | 18,165 km            |                                           |                                      |
| Spurweite: | 1435 mm (Normalspur) |                                           |                                      |
| Netzkategorie: | B1                   |                                           |                                      |
| Stromsystem: | 15 kV 16,7 Hz ~      |                                           |                                      |
| Maximale Neigung: | 4 ‰                  |                                           |                                      |
| Minimaler Radius: | 313 m                |                                           |                                      |
| Streckengeschwindigkeit: | 120 km/h             |                                           |                                      |
| |                      |                                           |                                      |
| \| \| \| Nordbahn von Wien Floridsdorf \| \| \| \| 31,313 \| Gänserndorf \| 161 m ü. A. \| \| \| \| nach Groß-Schweinbarth (–Mistelbach) \| \| \| \| \| Nordbahn nach Břeclav \| \| \| \| 33,669 \| Weikendorf (3. Juli 2020 aufgelassen)[1] \| 152 m ü. A. \| \| \| 35,980 \| Stripfing (10. Dezember 2005 aufgelassen) \| 157 m ü. A. \| \| \| 40,365 \| Oberweiden \| 157 m ü. A. \| \| \| 44,560 \| Salmhof (1946 aufgelassen) \| Salmhof (1946 aufgelassen) \| \| \| \| Marchegger Ostbahn von Wien Stadlau \| \| \| \| 49,487 \| Marchegg \| 149 m ü. A. \| \| \| \| Marchegger Ostbahn nach Bratislava \| \| |                      |                                           |                                      |
| Strecke |                      | Nordbahn von Wien Floridsdorf             | Nordbahn von Wien Floridsdorf        |
| Bahnhof | 31,313               | Gänserndorf                               | 161 m ü. A.                          |
| Abzweig geradeaus und nach links |                      | nach Groß-Schweinbarth (–Mistelbach)      | nach Groß-Schweinbarth (–Mistelbach) |
| Abzweig geradeaus und nach links |                      | Nordbahn nach Břeclav                     | Nordbahn nach Břeclav                |
| ehemaliger Haltepunkt / Haltestelle | 33,669               | Weikendorf (3. Juli 2020 aufgelassen)     | 152 m ü. A.                          |
| ehemaliger Haltepunkt / Haltestelle | 35,980               | Stripfing (10. Dezember 2005 aufgelassen) | 157 m ü. A.                          |
| Bahnhof | 40,365               | Oberweiden                                | 157 m ü. A.                          |
| ehemaliger Haltepunkt / Haltestelle | 44,560               | Salmhof (1946 aufgelassen)                | Salmhof (1946 aufgelassen)           |
| Abzweig geradeaus und von rechts |                      | Marchegger Ostbahn von Wien Stadlau       | Marchegger Ostbahn von Wien Stadlau  |
| Bahnhof | 49,487               | Marchegg                                  | 149 m ü. A.                          |
| Strecke |                      | Marchegger Ostbahn nach Bratislava        | Marchegger Ostbahn nach Bratislava   |

Die Bahnstrecke Gänserndorf–Marchegg (Marchfeldbahn) ist eine Zweigstrecke der Nordbahn in Niederösterreich. Sie führt von Gänserndorf nach Marchegg und verbindet dabei die Nordbahn mit der Marchegger Ostbahn. Sie wurde im Jahr 1848 als Teil der Hauptverbindung von Wien nach Budapest errichtet, die damals noch nördlich der Donau über Bratislava verlief.
Die Strecke ist eingleisig und elektrifiziert. Sie ist Teil der Linie S1 der S-Bahn Wien und wird von dieser im Stundentakt bedient. 

## Geschichte
Die Bahnstrecke wurde im Jahr 1848 von der Kaiser Ferdinands-Nordbahn errichtet und Teil der Schienenverbindung von Wien nach Budapest. 1870 erhielt die Strecke Konkurrenz durch die Marchegger Ostbahn der StEG und war fort an mehr oder minder eine Nebenbahn. Im Gegensatz zur Konkurrenzlinie wurde sie daher nie zweigleisig ausgebaut.
Mit 10. Jänner 2012 wurde die Strecke zur Hochleistungsstrecke erklärt. Gemäß Edikt vom 14. Februar 2012 hat die ÖBB-Infrastruktur AG beim BMVIT den Antrag auf eine eisenbahnrechtliche Baugenehmigung für die Elektrifizierung des Bereiches Bahnhof Gänserndorf – Bahnhof Marchegg – Staatsgrenze bei Marchegg gestellt. Die am 12. Dezember 2012 unter der GZ. BMVIT- 820.333/0005-IV/SCH2/2012 erteilte eisenbahnrechtliche Baugenehmigung wurde jedoch mit der UVP-Genehmigung des Ausbaus und der Elektrifizierung der Hochleistungsstrecke Stadlau–Marchegg (Bescheid des Verkehrsministeriums vom 22. August 2014, GZ. BMVIT-820.341/0011-IV/SCH2/2014) wieder aufgehoben.
Nach dem Rahmenplan der ÖBB-Infrastruktur AG für die Jahre 2017 bis 2022 war die Elektrifizierung bis 2023 gemeinsam mit dem Ausbau und der Elektrifizierung der Bahnstrecke Stadlau – Marchegg vorgesehen. Durch Zeitverschiebungen bei Bahnprojekten in ganz Österreich, welche 2018 bekanntgegeben wurden, erfolgten Ausbau und Elektrifizierung bereits bis 2020, da der bisher unelektrifizierte slowakische Abschnitt der Marchegger Ostbahn Staatsgrenze–Devínska Nová Ves ebenso 2020 statt 2023 fertiggestellt werden sollte.
Von Juli bis zum Fahrplanwechsel im Dezember 2020 wurde die Strecke elektrifiziert, während dieser Zeit wurde der Zugverkehr eingestellt. Dabei wurde die Station Weikendorf aufgelassen. Seit dem Fahrplanjahr 2021 wird die Strecke von der ab Gänserndorf verlängerten Linie S1 der S-Bahn Wien im Stundentakt bedient, die Regionalzugfahrten zwischen Gänserndorf und Marchegg entfielen dadurch.

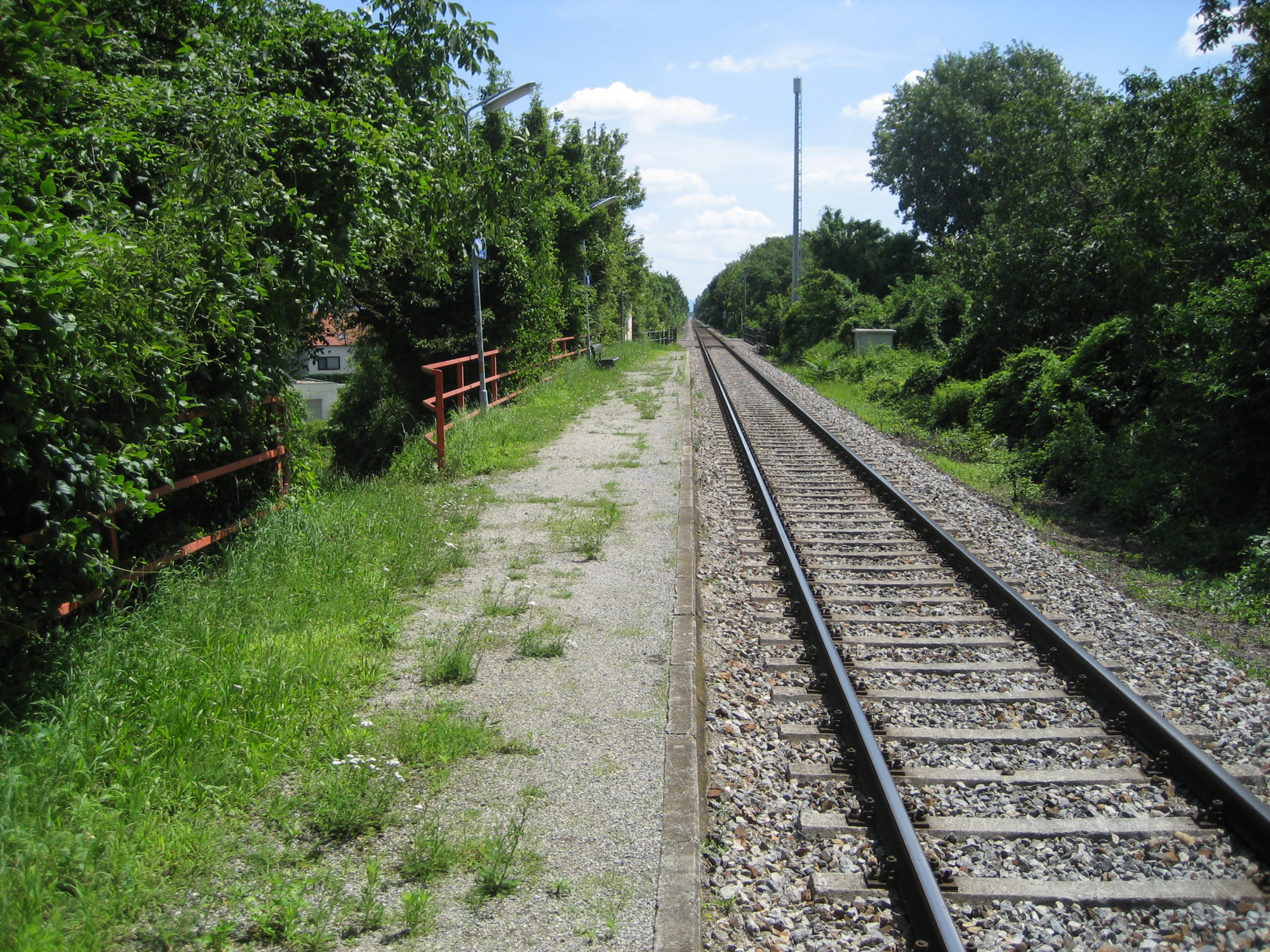
Ehemalige Haltestelle Weikendorf
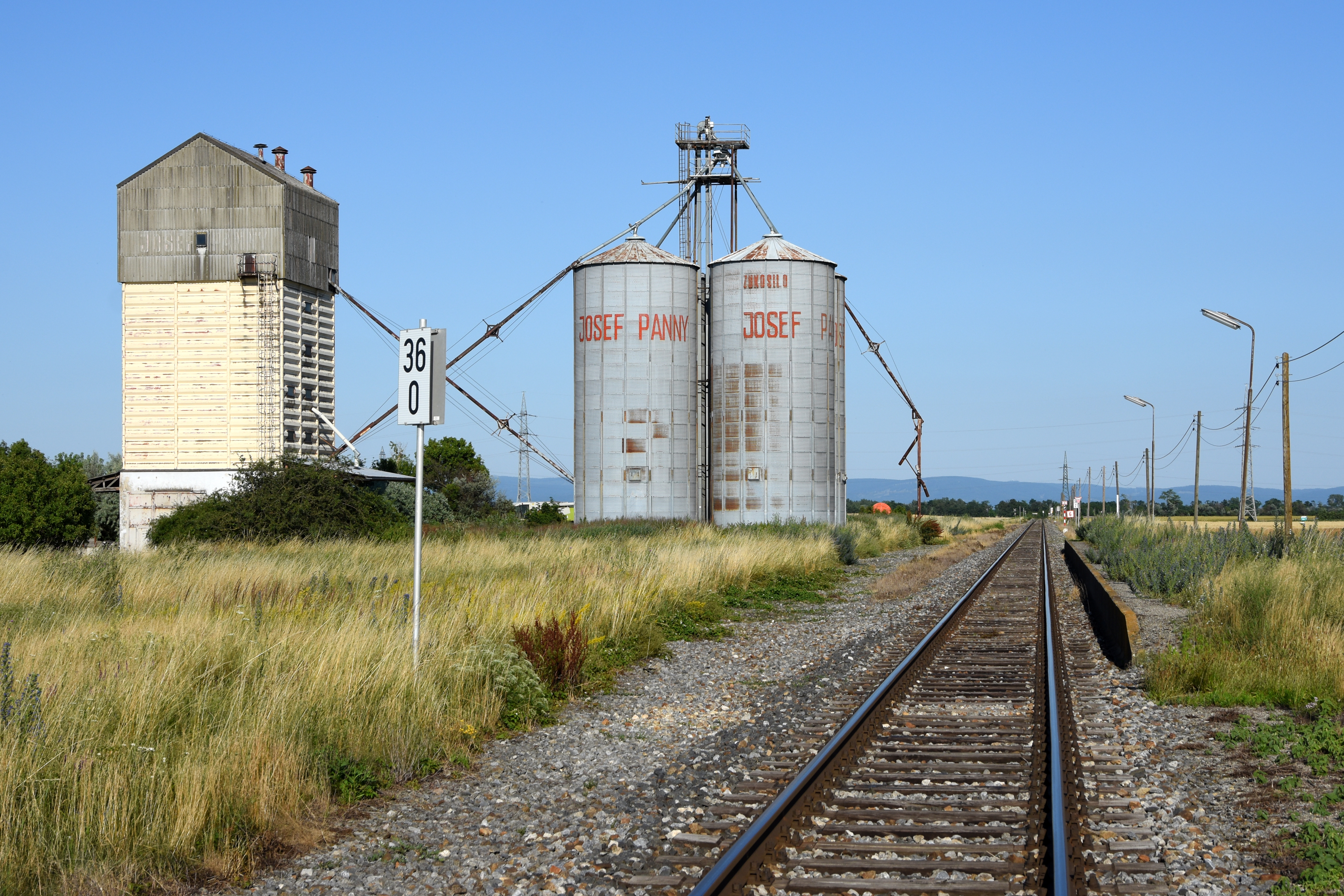
Ehemalige Haltestelle Stripfing
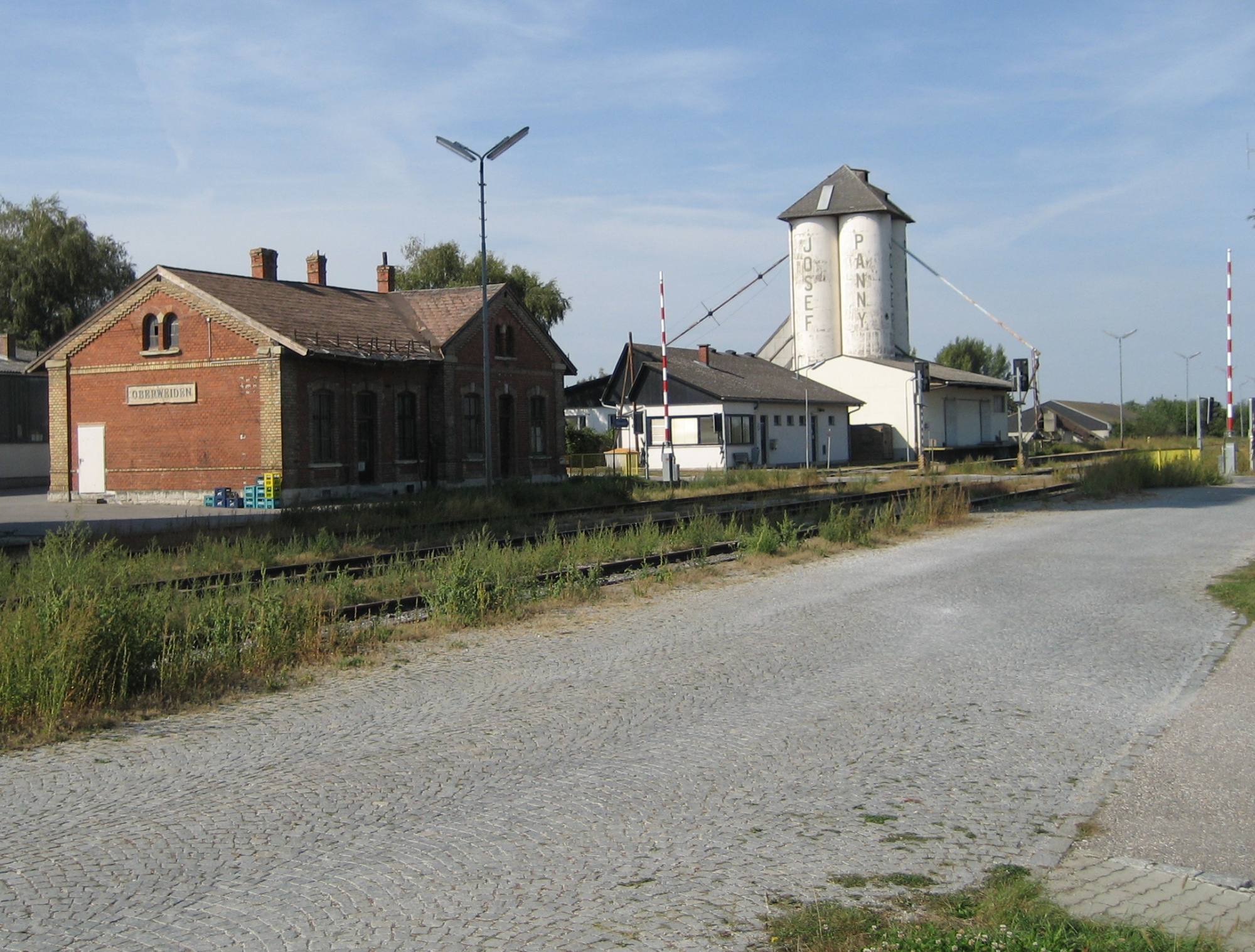
Alter Bahnhof Oberweiden (bis 2017). Links das ehemalige Bahnhofsgebäude, welches so wie der alte Silo im Hintergrund im Jahr 2017 abgerissen wurde.
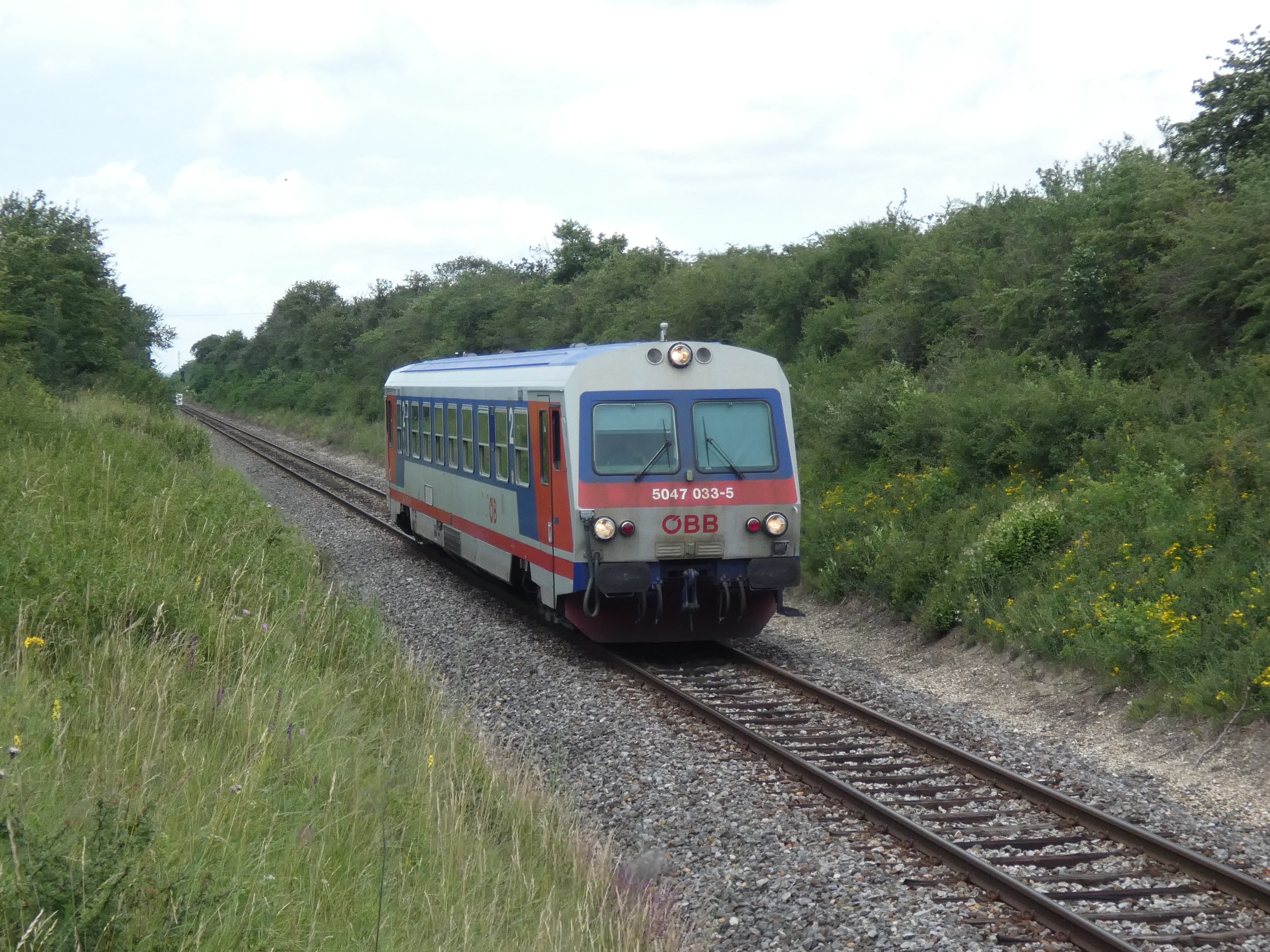
Ein Triebwagen der Reihe 5047 zwischen Oberweiden und Marchegg (vor der Elektrifizierung).